# Stefan Szende
Stefan Szende (ungerska: Szende István), född 1901, död 1985, var en ungersk-svensk socialist, journalist, författare och antifascist.